# Richieste per la CSS Alabama

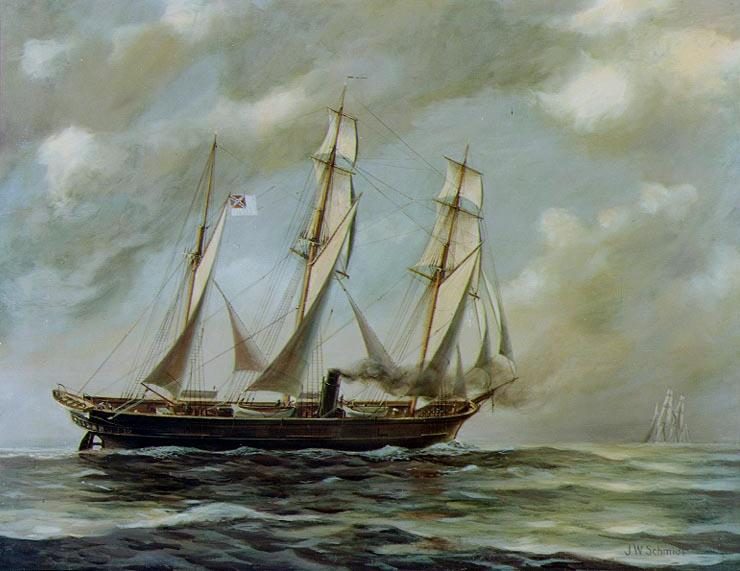
Dipinto raffigurante la CSS Alabama

Le richieste per la CSS Alabama furono (in lingua inglese: "Alabama Claims") una serie di richieste di danni che il governo federale degli Stati Uniti avanzò al Regno Unito nel 1869, per gli attacchi subiti dalle navi mercantili corsare dell’Unione durante la guerra civile americana. Le accuse si focalizzarono in particolare sul più famoso di tali incursori, la nave britannica CSS Alabama, che aveva attaccato e sconfitto più di sessanta navi prima di essere affondata nella Battaglia di Cherbourg (1864), al largo delle coste francesi, nel 1864.
Nel 1872, a seguito di un arbitrato internazionale, la Gran Bretagna fu condannata al pagamento agli Stati Uniti di 15.500.000 dollari, ponendo così fine ad una disputa che si trascinava da anni. La sentenza stabilì un precedente giuridico su cui si costituì, all'epoca e negli anni a venire, il Diritto internazionale marittimo. 

## Coinvolgimento politico del Regno Unito
Il primo ministro inglese Lord Palmerston ed il segretario per gli Esteri Lord John Russell non avevano impedito che la nave "Alabama" fosse messa in mare dai cantieri navali della John Laird Sons and Company presso Birkenhead. L'ambasciata statunitense a Londra si era categoricamente opposta a ciò dal momento che lo stesso ambasciatore Charles Francis Adams aveva scoperto che essa era stata acquistata dalla Confederazione sudista e che quindi sarebbe stata utilizzata contro l'Unione nordista.
Sia il primo ministro che il segretario degli Esteri erano favorevoli segretamente alla Confederazione all'epoca della costruzione dell’"Alabama", ma l'opinione pubblica inglese era divisa su questo punto come anche parte della politica nazionale, con in testa il deputato Richard Cobden. La partenza dell’"Alabama" dal porto inglese creò imbarazzo al governo e sia Palmerston che Russell vennero poi costretti ad ammettere che la nave non sarebbe dovuta salpare. Il governo aveva chiesto consiglio al Lord Chief Justice of England and Wales, Sir Alexander Cockburn, il quale precisò come la partenza della nave non violasse la neutralità dell'Inghilterra rispetto al conflitto americano, in quanto essa era partita dall'Inghilterra non armata.
L'anno successivo la Gran Bretagna decise, seguendo la medesima linea, di bloccare due navi armate costruite al porto di Birkenhead e destinate alla Confederazione. Per il clamore suscitato dalla partenza dell’"Alabama", Palmerston chiese all'Ammiragliato inglese di fare un'offerta per l'acquisto dell'imbarcazione. Le due navi non erano state acquistate direttamente dal governo confederato, bensì da monsieur Bravay di Parigi il quale tuttavia ovviamente agiva come intermediario.

## Le richieste
In quelle che vennero definite le "Alabama Claims", nel 1869, gli Stati Uniti pretesero risarcimenti per i danni diretti e collaterali subiti dalle due navi, per responsabilità della Gran Bretagna che aveva con tale atto violato la neutralità del conflitto. In particolare l’"Alabama" era stata poi venduta ai Confederati, motivo ancora più grave per ritenere che essa facesse parte di un sostegno segreto alla causa confederata.
Oltre al caso emblematico dell’"Alabama", gli Stati Uniti colsero l'occasione per presentare altre analoghe questioni: nell'estate del 1862, la vaporiera inglese "Oreto", poi rinominata CSS Florida, aveva lasciato il porto di Nassau nelle Bahamas con l'accordo segreto di essere poi trasferita alla marina confederata. La supervisione del trasferimento da parte dell'ammiraglio della Royal Navy George Willes Watson (1827–1897) fu altresì oggetto di un caso giudiziario.
Altre navi con un destino simile furono la "CSS Shenandoah" (costruita dalla Alexander Stephen and Sons di Glasgow), la "CSS Lark" (costruita dalla John Laird and Sons, come l'"Alabama") e la "CSS Tallahassee" (costruita dalla J & W Dudgeon a Londra).
Il 17 febbraio 1883, Joseph Henderson, John Van Deusen, William Anderson e James Callahan chiesero al governo degli Stati Uniti il rimborso delle perdite subite durante la guerra civile americana. Henderson e Callahan vennero chiamati anche a testimoniare.

### Pagamento
Il senatore Charles Sumner del Massachusetts, presidente della commissione per le relazioni estere del senato statunitense, aveva chiesto originariamente 2.000.000.000.000 di danni o, in alternativa, la cessione del Canada agli Stati Uniti. Quando il segretario di stato americano William H. Seward negoziò l'acquisto dell'Alaska nel 1867, egli aveva già fatto un primo tentativo per prendere il controllo dell'intera costa dal Pacifico occidentale. Seward, strenuo sostenitore della teoria del "Destino manifesto", innanzitutto per i suoi vantaggi commerciali per gli Stati Uniti, si aspettava dunque che l'Inghilterra avrebbe accettato lo scambio col Canada in cambio della cancellazione delle richieste di risarcimento per l Alabama'. Ben presto altri politici statunitensi appoggiarono quest'idea, aggiungendo alla richiesta di pagamento dei danni la Columbia britannica, la colonia di Red River in Canada (poi Manitoba) e la parte orientale della Nuova Scozia.
L'idea si fece strada nella primavera del 1870, quando espansionisti americani, separatisti canadesi e anti-imperialisti inglesi combinarono le loro forze di pressione politica. Il piano fallì  per una serie di ragioni: Londra continuava a temporeggiare mentre gruppi commerciali e finanziari facevano pressione su Washington per una veloce risoluzione della disputa con una somma in denaro, il Canada offriva alla Columbia britannica di entrare a far parte della Confederazione Canadese con termini particolarmente generosi, fatto che smosse il sentimento nazionalista della Columbia britannica che già era favorevole all'impero britannico, il Congresso iniziava a preoccuparsi della ricostruzione del paese dopo la guerra civile ed il pubblico americano aveva mostrato ben poco interesse nella faccenda dell'espansionismo territoriale.

### Il Trattato di Washington
Nel 1871, Hamilton Fish, il segretario di Stato del presidente Ulysses S. Grant, lavorò ad un trattato d'accordo col rappresentante britannico, Sir John Rose, per creare una commissione a Washington composta da sei membri dell'impero britannico e sei membri degli Stati Uniti. L'obbiettivo di questa commissione era quella di risolvere il problema dell’"Alabama", rivedendo la cifra richiesta e risolvendo la disputa sorta tra Stati Uniti e Canada. L'8 marzo 1871, venne siglato dal dipartimento di stato il Trattato di Washington, che il senato statunitense ratificò il 24 maggio di quello stesso anno. Secondo il trattato, inoltre, un tribunale di arbitrato internazionale si sarebbe riunito a Ginevra.

## Il tribunale
Il tribunale chiamato a discutere del caso dell’"Alabama" era così composto:
- Gran Bretagna: Sir Alexander Cockburn
- Stati Uniti: Charles Francis Adams, con William Maxwell Evarts come consigliere[9]
- Italia: Federico Sclopis
- Svizzera: Jakob Stämpfli
- Brasile: Marcos Antônio de Araújo, II barone di Itajubá.

I negoziati ebbero luogo a Suitland, nel Maryland, nella residenza dell'uomo d'affari Samuel Taylor Suit. Il tribunale si riunì invece nel municipio di Ginevra, in Svizzera, in quella che venne rinominata Salle de l'Alabama.
Il prezzo concordato finale fu di 15.500.000 dollari, che andò a perfezionare il Trattato di Washington e che venne pagato dalla Gran Bretagna nel 1872. Per contro, gli Stati Uniti pagarono 1.929.819 dollari alla Gran Bretagna per azioni illegali compiute dal blocco navale a danno di navi inglesi e cedettero dei privilegi di pesca all'Inghilterra.

## Conseguenze
I principi dell'arbitrato internazionale adottati in questo caso finirono per lanciare un movimento teso alla codifica di una legge pubblica internazionale nella speranza di trovare soluzioni pacifiche a dispute di natura internazionale. L'arbitrato dell’"Alabama" fu il precursore ad esempio delle Convenzioni dell'Aia del 1899 e del 1907, della Lega delle Nazioni e della Corte internazionale, oltre che delle Nazioni Unite. Il caso dell’"Alabama” ispirò il giurista internazionale Gustave Moynier nella sua opera. L'Unione Sovietica studiò attentamente il caso dell’"Alabama” quando dovette calibrare i danni arrecati dagli Alleati nella guerra civile russa.
Secondo Vladimir Nabokov, l'incidente aveva provocato anche una suggestione nella letteratura, venendo utilizzato in "Anna Karenina" di Lev Tolstoy. In uno dei primi capitoli, Stiva Oblonsky fa un sogno che mostra come abbia letto del caso dell’"Alabama" dal Kölnische Zeitung, nel romanzo di Jules Verne "Il giro del mondo in 80 giorni", l'ispettore Fix informa il protagonista, Phileas Fogg, che la rivolta osservata a San Francisco potrebbe essere connessa alla richiesta di risarcimenti dell'"Alabama".. Riferimenti al caso dell’"Alabama” si trovano anche in "The Vicar of Bullhampton" di Anthony Trollope.